# Déportation d'enfants ukrainiens lors de l'invasion russe de l'Ukraine
Durant l'invasion de l'Ukraine par la Russie, le gouvernement russe est accusé d'enlèvements et de déportation d'enfants, ainsi que d'adoptions forcées. Selon le droit international, y compris la Convention pour la prévention et la répression du crime de génocide, cela pourrait être constitutif d'un génocide.
La Russie soutient qu'elle évacue, et non expulse de force, des civils vers la Russie, mais les rapports d'ONG, témoignages et recherches démentent cette version.
Le 30 mai, Vladimir Poutine signe un décret visant à faciliter et accélérer l'adoption des enfants ukrainiens réputés orphelins en une journée. Des collectifs et ONG ukrainiens et internationaux rassemblent des informations et preuves disponibles en sources ouvertes afin de saisir la justice et permettre d'essayer de retrouver les enfants ainsi déportés,. Plusieurs ONG travaillent à retrouver et localiser des enfants déportés vers la Russie ou les territoires occupés d'Ukraine (19 546 mineurs identifiés en février 2024) et si possible a les réunir avec leurs parents. L'une d'elles a rapatrié 61 enfants, Kiev annonce que 388 enfants ont été ramenés en Ukraine.
Début 2023, des enquêtes internationales, notamment de la Cour pénale internationale (CPI), sont annoncées. Le 17 mars 2023, un mandat d'arrêt de la CPI est émis, pour crime de guerre, à l'encontre de Vladimir Poutine et de Maria Lvova-Belova, commissaire russe aux droits de l'enfant, « présumés responsables » de la déportation et des transferts illégaux d'enfants ukrainiens. Ces enquêtes permettent également de reconnaitre la participation de la Biélorussie dans ces transferts. En 2025, une chercheuse a proposé de créer une base de données génétiques afin d'aider à retrouver et réunir ces enfants ukrainiens à leurs familles.

## Contexte
Durant l'invasion de l'Ukraine par la Russie de 2022, l'Ukraine, ainsi que des organisations non gouvernementales (ONG) de défense des droits humains, de même que des journalistes, affirment que les autorités russes procèdent à des enlèvements d'enfants, déportés vers la Russie et les régions d'Ukraine occupées par les forces russes. Ces accusations sont jugées fondées et crédibles par l'Organisation des Nations unies (ONU).
Les premières déportations forcées vers la Russie sont signalées à la mi-mars, lors de la bataille de Marioupol.
Le 22 mars 2022, les autorités ukrainiennes et américaines dénoncent que plus de 2 300 enfants ont été « kidnappés » par les forces russes dans les oblasts de Donetsk et de Louhansk,.
En avril 2022, le Fonds des Nations unies pour l'enfance (UNICEF), n'a pas été en mesure de vérifier de manière indépendante ces rapports qu'elle juge « incroyablement préoccupants ».
Le 30 mai, Vladimir Poutine signe un décret visant à faciliter et accélérer l'adoption des enfants ukrainiens réputés orphelins en une seule journée, permettant également de changer l'état civil (noms, prénoms, date et lieu de naissance) des enfants adoptés en Russie.

## Déroulement
Selon un rapport du Centre Raoul Wallenberg pour les droits de la personne (RWCHR) à Montréal et du New Lines Institute à Washington, D.C. publié en mai 2022, il existe des « motifs raisonnables de conclure » que la Russie viole deux articles de la Convention pour la prévention et la répression du crime de génocide, parmi lesquels le transfert forcé d'enfants ukrainiens vers la Russie, en soi un acte génocidaire.
Le 30 mai 2022, Vladimir Poutine signe un décret qui facilite le processus d'attribution de la nationalité russe aux orphelins ukrainiens ou à ceux qui n'ont pas de protection parentale,.
Le 11 avril, les deux tiers des 7,5 millions d'enfants ukrainiens ont été déplacés selon l'Organisation des Nations unies (ONU), en raison du conflit. La commissaire ukrainienne aux droits de l'homme, Lyudmila Denysova, et l'ambassadeur de l'ONU Sergiy Kyslytsya, déclarent à l'époque que plus de 120 000 enfants ont été expulsés vers la Russie,. Au 26 mai, plus de 238 000 enfants ukrainiens auraient été expulsés vers le territoire russe.
L'Ukraine soulève la question lors d'une réunion de l'Organisation pour la sécurité et la coopération en Europe (OSCE) début juin, lors de laquelle le chef de la mission ukrainienne Yevhenii Tsymbaliuk cite le message d'un enfant ukrainien adopté de force, malgré des relations existantes avec des proches en vie.
Selon l'Ukrayinska Pravda, la Russie a emmené 267 orphelins de Marioupol à Rostov pour leur y attribuer la nationalité russe, sous la supervision de Maria Lvova-Belova. Le journal signale également que les autorités russes ont recherché et recueilli des enfants orphelins, pour les emmener vers une destination inconnue.
Foyer de Kherson : 48 enfants de moins de 5 ans d'un foyer d'accueil de Kherson sont cachés pendant 2 mois dans le sous-sol d'une église avant d'être trouvés par des soldats russes dirigés par Igor Kastioukevitch. Ils sont d'abord ramenés dans le foyer, où est filmée une visite officielle d'Anna Kouznetsova, avant de disparaître.

### Différentes manières d'enlever les mineurs
Les enfants sont généralement enlevés de plusieurs manières : enlevés après l'assassinat ou l'arrestation d'un parent, ou lors d'un passage dans des « camps de filtration », ou selon une « méthode insidieuse », comme un refus de les rendre à l'issue d'un camp de vacances,. Ils sont alors gardés le plus souvent dans des camps dits de rééducation, où ils doivent retirer toute marque d'appartenance ukrainienne (comme un bracelet bleu et jaune), subissent la propagande russe dans un effort de russification (chanter chaque jour l'hymne russe, suivre de nouveaux programmes scolaires, endoctrinement...), ou des familles d'accueil,. Ils sont ensuite déclarés orphelins, leur état civil est ensuite modifié (changement de nationalité, de nom et de date de naissance), afin qu'ils puissent être adoptés en Russie, ce qui complexifie le processus pour tenter de les retrouver. Les enfants qui vivaient en orphelinat, étaient en foyer d'accueil ou à l'hôpital pour enfants au moment où les forces russes envahissent la ville où ils se trouvent, sont également systématiquement enlevés et portés disparus.

## Enquêtes
Début septembre, l'Organisation des Nations unies (ONU) juge crédibles les accusations contre la Russie d'organiser « des transferts forcés d'enfants non accompagnés vers le territoire occupé par la Russie ou vers la fédération de Russie elle-même ».
En janvier 2023, des journalistes de médias indépendants russes concluent que 14 enfants de moins de 5 ans originaires de Kherson ont été déportés dans un centre connu pour sa maltraitance en Crimée, qualifié de « camp de concentration pour enfants », dont l'objectif officiel est de « favoriser le patriotisme (russe) et le sens civique » chez les enfants.
En février 2023, l'université de Yale publie une étude dont le rapport est intitulé « Programme systématique de la Russie pour la rééducation et l'adoption des enfants ukrainiens », et qui établit « l'échelle, la chaîne de commandement, la complexité logistique et soigneusement orchestrée », notant l'existence d'au moins 43 camps où sont enfermés au moins 6 000 mineurs ukrainiens. Les enfants sont soumis à de la propagande russe de « rééducation ». Certains, « prétendument orphelins » ont été adoptés par contrainte,,.
Au 3 mars, selon le National Information Bureau (organisme gouvernemental ukrainien qui enregistre les prisonniers de guerre et civils disparus), 16 221 enfants auraient été déportés depuis les territoires occupés d'Ukraine vers la Russie.
En septembre 2023, la Biélorussie est également reconnue comme participante du transfert illégal d'enfants ukrainiens, ayant reçus jusqu'à 2150 mineurs de 6 à 15 ans selon Pavel Latouchko, opposant au régime d'Alexandre Loukachenko à partir de documents transmis le 27 juin à la Cour pénale internationale. La Croix-rouge biélorusse revendique également sa participation à ces déplacements. Le chef de l'organisation a été aperçu et fait des déclarations sur ces transferts depuis les territoires occupés ukrainiens.
En décembre 2024 un rapport de l'Observatoire des conflits de l'Université de Yale citent 314 enfants emmenés dans 21 régions de la Fédération de Russie ; ils provenaient surtout des oblasts de Donetsk et Luhansk. Au moins 122 des 314 enfants (38,9%) ont été enlevés dans des institutions situées dans ces oblasts, dont 86 enfants pris dans deux institutions éducatives de l'oblast de Donetsk avant 2022, sauf un enfant emmené de Marioupol. Dans les trois principales bases de données russes sur l'adoption, ils sont présentés comme s'ils étaient nés en Russie (et des changements de profil et suppressions de contenu ont eu lieu dans ces bases de données après que la Cour pénale internationale (CPI) ait lancé des mandats d'arrêt contre Vladimir Poutine et Maria Lvova-Belova en mars 2024. Selon ce rapport, la Russie utilise des psychologues pour présenter ces déportations comme étant médicalement nécessaires et pour assortir les enfants avec des citoyens russes pour un placement éventuel, après un passage dans des centres d'hébergement temporaire ou des écoles dans les oblasts de Koursk et de Rostov dans les cas de ces enfants. Utiliser des professionnels de santé pour légitimer les abus des droits de l'homme est bien documenté, en Russie et dans d'autres pays précisent les auteurs. Selon Guillaume Levrier, chercheur associé à Sciences Po, début 2025, « Les tentatives de l'État ukrainien de résoudre cette question par des initiatives diplomatiques ont porté peu de fruits. L'initiative « Faites revenir les enfants » liste ainsi 1200 retours pour 20 000 cas identifiés. Les témoignages des enfants revenants  confirment la volonté de « rééducation » des enfants déportés afin de les « russifier » ».
Un reportage d'Arte suit le travail d'enquête de bénévoles de Kherson avec deux documentaires Ukraine - Les enfants volés, et En Ukraine, le retour des enfants déportés en Russie diffusés sur Arte en 2024.
Des journalistes d'investigation russes aident des associations ukrainiennes à identifier des enfants, ainsi qu'à déteminer le rôle de personnes russes impliquées dans la déportation d'enfants, dont Inna Verlamova, femme de Sergueï Mironov, ce qui permet de découvrir que l'enfant adoptée par le couple est une petite fille enlevée en Ukraine.

## Efforts de rapatriement
Très rarement, des parents, de manière isolée, par exemple après avoir été détenus par les occupants russes, ne retrouvant plus leurs enfants à leur retour, réussissent à retrouver la trace de leurs enfants et parfois même à les ramener avec eux, depuis la Russie où les territoires occupés.
Le plus souvent, ce sont des ONG internationales ukrainiennes et internationales qui travaillent à l'identification et la localisation des enfants. L'ONG Save Ukraine, organise dès que possible le voyage de parents vers les territoires occupés avec les papiers prouvant l'identité et les liens familiaux de l'enfant, afin qu'il ne puisse pas être déclaré orphelin, que son identité (nom et date de naissance) ne soit modifiée lors de l'attribution de la nationalité. En mars 2023, après un voyage en bus passant par la Pologne, la Biélorussie et la Russie, plusieurs mères originaires de Kherson arrivent jusqu'en Crimée, et reviennent avec leurs 17 enfants, enlevés à l'occasion d'une colonie de vacances à l'automne 2022, jusqu'en Ukraine. Les autorités russes tentent d'intimider les proches souhaitant récupérer des enfants retrouvés, avec des interrogatoires à la frontière, l'obligation de fournir de nombreux papiers, de se rendre en personne dans les territoires russes ou occupés, la peur d'être arrêtés à leur tour,. Des vidéos de propagande de la télévision russe vantant l'accueil d'enfants ukrainiens par des familles russes permet également l'identification d'enfants par leurs proches.
Ces rapatriements sont minimes, et selon les défenseurs des droits humains, il est impossible, sans une intervention d'organisations internationales majeure, d'envisager des rapatriements d'envergure car les entraves sont nombreuses (prétextes multiples pour affirmer que le retour des enfants est impossible invoqué par la Russie, modifications de l'état civil et de la nationalité qui rendent les enfants introuvables). Par ailleurs, contrairement au sort des prisonniers de guerre, discutés entre les services de renseignements militaires des deux pays, le cas des enfants déportés n'est traité ni au niveau des gouvernements ni via des organisations internationales. Selon Daria Herasymchouk, conseillère aux droits de l'enfant du président ukrainien « L'Ukraine a proposé des négociations, mais la Russie les refuse, car ce serait reconnaître la nature même du problème, qui est la déportation illégale, explique Mme Herasymchouk. Et Moscou refuse également l'intervention de la Croix-Rouge internationale, de l'ONU, ou d'un pays tiers ». 
Le Qatar intervient comme médiateur entre la Russie et l'Ukraine sur ce dossier, et quelques enfants sont rapatriés début 2024, au fil d'accords établis à Doha : 11 enfants en février, 4 en mars et 16 en avril, pris en charge au Qatar avant leur retour,.

## Nombres d'enfants déportés
Début 2023, le recensement officiel des autorités ukrainiennes, publié sur le site Children of War, compte 16 226 enfants identifiés comme ayant été déportés illégalement, dont 10 626 localisés en Russie ou dans les territoires ukrainiens occupés, dans des institutions ou des familles d'accueil.
En mars 2023, 308 enfants ont été rapatriés en Ukraine, dont 61 via l'ONG Save Ukraine, grâce au travail d'identification et de localisation des enfants par différentes ONG, qui organisent lorsque c'est possible le voyage de parents jusqu'au lieu où se trouvent leurs enfants, avec les papiers prouvant l'identité et les liens familiaux de chaque enfant, afin qu'il ne puisse pas être déclaré orphelin et que son état civil ne soit modifié.
Les médias officiels russes ont pour leur part revendiqué l'arrivée de « 705 000 enfants ukrainiens » en Russie, mais personne ne sait à quoi ce chiffre correspond, et on peut présumer qu'il comprend aussi des mineurs légalement accompagnés,,.
Le directeur de l'ONG Save Ukraine pense que l'entreprise de déportation et de « russification » concernerait, depuis 2014 « des dizaines de milliers d'enfants », et selon Daria Herasymchouk, conseillère aux droits de l'enfant, rien n'exclut pas que Kiev doive rechercher « jusqu'à 200 000 enfants ».
Début 2024, Kiev compte officiellement 19 546 enfants ukrainiens identifiés comme déportés depuis le début de l'invasion russe, dont 388 ont été officiellement rapatriés, mais estime le nombre total à plus de 20 000, « le total pourrait être bien plus élevé, ce chiffre ne concernant que les enfants officiellement identifiés ».
Le 2 juin 2025, lors de négociations à Istanbul, la partie ukrainienne remet à la partie russe une liste de 339 enfants qui auraient été déportés et dont elle demande le retour.

## Réactions
Les autorités ukrainiennes affirment que le décret de Vladimir Poutine est un moyen de « légaliser l'enlèvement d'enfants sur le territoire ukrainien ». Elles soutiennent que ces faits « viole[nt] gravement » la Convention de Genève de 1949, relative à la protection des personnes civiles en temps de guerre, et la Convention relative aux droits de l'enfant.
Le ministère ukrainien des Affaires étrangères estime également que ces actions peuvent être qualifiées de transfert forcé d'enfants d'un groupe humain à un autre. Dans un communiqué : « les crimes internationaux les plus graves contre des enfants commis par des hauts fonctionnaires et des militaires russes en Ukraine feront l'objet d'une enquête et les auteurs seront poursuivis. La Russie ne pourra pas éviter la responsabilité la plus stricte ».
Le directeur des programmes d'urgence du Fonds des Nations unies pour l'enfance (UNICEF) déclare à CBS News que l'organisme « étudie comment nous pouvons suivre ou aider à ce sujet », tout en déclarant qu'ils n'ont pas la capacité d'enquêter pour le moment.
L'historien Timothy D. Snyder déclare que « kidnapper des enfants en masse et chercher à les assimiler dans une culture étrangère est constitutif d'un génocide, selon l'article 2, section E de la Convention pour la prévention et la répression du crime de génocide ».
En 2025, une chercheuse a proposé de créer une base de données génétiques afin d'aider à retrouver et réunir ces enfants ukrainiens à leurs familles. Pour éviter les usages malveillants d'une telle base de donnée, elle propose que cette base de données soit crée et gérée par un organisme tel que la Commission internationale pour les personnes disparues (CIPD), une solution soutenue par le Financial Times.

## Justice
Le 21 décembre 2022, une association française, Pour l'Ukraine, pour leur liberté et la nôtre !, soumet une communication à Karim Khan, procureur en chef de la Cour pénale internationale (CPI), afin de contribuer à l'enquête ouverte le 2 mars 2022 par le Bureau du Procureur. Cette communication « se rapporte à des faits de transferts forcés et à la déportation à grande échelle d'enfants ukrainiens vers la Russie, dans une tentative manifeste des autorités russes d'effacer, au moins en partie, les Ukrainiens comme groupe national doté d'une identité distincte. Les preuves présentées sont issues de sources ouvertes et ont été rassemblées en lien avec des organisations non gouvernementales (ONG) ukrainiennes. Ces faits sont susceptibles de constituer plusieurs des crimes énumérés à l'article 5 du Statut de Rome, et plus particulièrement le crime de génocide et les crimes contre l'humanité ». Maître Emmanuel Daoud affirme sur TV5 Monde : « à partir du moment où vous avez une politique délibérée, assumée, institutionnalisée, dont le but est d'anéantir tout ou partie d'un groupe ciblé — en l'occurrence la nation ukrainienne au travers de ses enfants —, cela peut être qualifié de génocide. Nous visons également dans cette saisine de la CPI le crime d'incitation au crime de génocide, puisque vous avez des journalistes russes, des hauts dignitaires de l'église orthodoxe — et cela a été documenté depuis 2016 par des ONG — qui appellent à cette russification forcée, parce qu'il faudra, disent-ils, une génération pour détruire la nation ukrainienne »,.
Selon Amnesty International, les faits pourraient être qualifiés de crimes contre l'humanité pour déportation ou crimes de guerre pour « transfert forcé » d'enfants.
Le 27 février 2023, l'Union européenne et la justice polonaise annoncent ouvrir une enquête conjointe sur le sort des enfants ukrainiens portés disparus depuis les territoires occupés par les forces armées russes.
Début mars 2023, le procureur de la CPI, qui enquête depuis une année sur les crimes de guerre commis en Ukraine, se rend dans le sud de l'Ukraine dans le cadre de l'enquête de la CPI sur les déportations d'enfants ukrainiens en Russie, qui font « l'objet d'une enquête prioritaire ». Selon Le Monde, des mandats d'arrêts pourraient être émis peu après dans le cadre de cette enquête.
Le 17 mars, deux mandats d'arrêt internationaux sont en effet émis par la CPI, l'un à l'encontre de Vladimir Poutine, l'autre à l'encontre de Maria Lvova-Belova, commissaire aux droits de l'enfant en Russie, en raison de leur responsabilité dans « les crimes de guerre présumés de la déportation d'enfants des territoires ukrainiens occupés vers la Fédération de Russie » depuis le début de l'invasion. La CPI avait initialement décidé que les mandats ne seraient pas publiés afin de protéger les victimes et les témoins, ainsi que pour protéger l'enquête, mais a finalement décidé de les rendre publics, car les crimes sont toujours en cours et que « la sensibilisation du public aux mandats peut contribuer à prévenir la commission de nouveaux crimes ». La CPI précise que l'application des mandats d'arrêt dépendra de la coopération internationale.

## Témoignages
Des enfants ayant pu être rapatriés témoignent de départ en camp, en lien avec l'école, à laquelle l'inscription était obligatoire, censé durer deux semaines, et qui ont été prolongé pour divers motifs, tels que leur propre sécurité, le refus de leurs parents de venir les récupérer. Ils évoquent des travaux parfois pénibles, un endoctrinement visant à leur russification, des pressions physiques et psychologiques, des liens entièrement coupés avec leurs proches, dont ils n'ont aucune nouvelle, pensent qu'ils les ont volontairement abandonnés, en raison de mensonges, y compris lorsque des adolescents tentent de fuir. Leurs proches, des psychologues et soignants évoquent de graves traumatismes,,,,.
Un adolescent, orphelin, enlevé alors qu'il a 17 ans, tente de s'enfuir et réussit à garder le contact avec ses amis et une association, via l'ordinateur de sa famille d'accueil. Il est arrêté et interrogé par le FSB, menacé et subit des pressions psychologiques et doit couper le contact. À l'approche de ses 18 ans, il est appelé au bureau militaire pour être enrôlé dans l'armée et probablement envoyé sur le front ukrainien. Avec l'aide d'une avocate et la médiatisation de sa situation, il est finalement rapatrié en Ukraine avant sa majorité,.